# Yandex.Browser
Yandex.Browser (in russo: Яндекс.Браузер) è un browser freeware creato dall'azienda russa Yandex e basato sul motore open source Chromium. Nel 2012 è stato presentato per la prima volta alla Yet another Conference (conferenza di tecnologia annuale, ospitata da Yandex dal 2010).

## Storia
La prima versione del browser per Windows e macOS è stata pubblicata il 1º ottobre 2012.

## Caratteristiche
Yandex.Browser si basa sul progetto opensource Chromium e utilizza il motore di rendering Blink (un fork di Google del progetto WebKit).
Il software utilizza anche componenti distribuiti sotto licenza Apache License, Licenze BSD, GNU Lesser General Public License, libjpeg license, libpng license, Licenza MIT MS-PL, MPL/GPL/LGPL, zlib license. Contiene anche funzionalità di Adobe.
La principale caratteristica di questo browser è l'integrazione con i servizi offerti da Yandex: servizio di posta elettronica, un traduttore, Yandex.Disk (servizio di cloud storage) e il motore di ricerca di Yandex. È possibile sincronizzare tra dispositivi diversi i segnalibri, le estensioni, le password, le impostazioni del browser ed è anche possibile eseguire copie di backup dei dati sul cloud di Yandex.
Il browser controlla la sicurezza del sito con il sistema di sicurezza di Yandex e controlla i file scaricati con l'antivirus Kaspersky.
Un'altra importante caratteristica è la presenza, dalla versione 1.1, di Opera Turbo, utile integrazione per velocizzare il caricamento delle pagine web su connessioni internet lente e ridurre l'utilizzo dei dati.
Secondo il sito html5test.com, Yandex Browser aggiornato all'ultima versione (17.1.0.2036) per Windows 7 ha raggiunto un punteggio di 502 punti su 555.

## Quota di mercato
Secondo le analisi del sito web russo Liveinternet.ru, due mesi dopo la sua uscita Yandex.Browser ha raggiunto una quota di mercato del 2,3% in Russia.
Sempre secondo il sito Liveinternet.ru, la quota di mercato in Russia nel marzo 2014 era del 6,9%.